# Carlo Moos
Carlo Moos (* 4. September 1944 in Neuchâtel) ist ein Schweizer Historiker und emeritierter Professor für Neuere Allgemeine und Schweizer Geschichte an der Universität Zürich.

## Leben
Moos absolvierte die Schulzeit in Zürich. Von 1963 bis 1971 studierte er Geschichte und Deutsche Literatur an der dortigen Universität. Er promovierte 1971 bei Leonhard von Muralt und Peter Stadler mit einer Arbeit zu Conrad Ferdinand Meyer. Im Jahr 1987 erfolgte die Habilitation mit einer Schrift über die späte Biographie Carlo Cattaneos an der Universität Zürich.
In den Jahren 1971 bis 1993 war Moos als Lehrer in verschiedenen Schulen tätig wie in der Schweizer Schule Mailand sowie an der Zürcher Kantonsschule Freudenberg. In den Jahren 1987 bis 1993 war er Gründungsleiter des italienisch-schweizerischen Kunstgymnasiums Liceo Artistico.
Die akademische Karriere Moos’ begann 1987 als Vortragender an der Universität Padua. Weitere Gastprofessuren oder Lehrstuhlvertretungen an den Universitäten Freiburg i. Üe. und Luzern folgten. Im Jahr 1997 wurde Moos zum Extraordinarius, 2005 zum Ordinarius an der Philosophischen Fakultät der Universität Zürich ernannt, von 2004 bis 2009 war er Vorstand des Historischen Seminars. Die Emeritierung erfolgte im Jahr 2010.
Forschungsschwerpunkte liegen neben der Schweizer Geschichte vom 18. bis zum 20. Jahrhundert in der Faschismusforschung, insbesondere in der italienischen Geschichte des 19. und 20. Jahrhunderts sowie in der österreichischen Geschichte während der Ersten Republik. Moos ist Herausgeber der beim LIT Verlag erscheinenden Schriftenreihe Zürcher Italienstudien.
Moos ist verheiratet und Vater zweier Kinder.

## Publikationen (Auswahl)
- Dasein als Erinnerung. Conrad Ferdinand Meyer und die Geschichte. Zugleich: Diss. Lang, Bern 1973, ISBN 978-3-261-00806-0 (bibliographischer Nachweis).
- Die Völkerbunddiskussion als Paradigma für den UNO-Beitritt. Studie im Rahmen des NFP „Aussenpolitik“; Synthesebericht. NFP 42, Bern 2000, ISBN 978-3-907148-11-2 (bibliographischer Nachweis).
- Ja zum Völkerbund – Nein zur UNO. die Volksabstimmungen von 1920 und 1986 in der Schweiz. Chronos, Zürich 2001, ISBN 978-3-0340-0504-3 (bibliographischer Nachweis).
- Zukunft aus dem Glauben. Bernarda Heimgartner und die Gründung des Menzinger Lehrschwesterninstituts im historischen Kontext. Generalat Schwestern vom Heiligen Kreuz Menzingen, Luzern 2002 (bibliographischer Nachweis).
- Ausgrenzung, Internierung, Deportation. Antisemitismus und Gewalt im späten italienischen Faschismus (1938–1945). Chronos, Zürich 2003, ISBN 978-3-0340-0641-5 (bibliographischer Nachweis).
- Habsburg post mortem. Betrachtungen zum Weiterleben der Habsburgermonarchie. Böhlau, Wien 2016, ISBN 978-3-205-20393-3 (bibliographischer Nachweis).
- (K)ein Austrofaschismus? Studien zum Herrschaftssystem 1933–1938. LIT, Wien 2021, ISBN 978-3-643-51074-7 (bibliographischer Nachweis).
- Das ‚andere‘ Risorgimento. Der Mailänder Demokrat Carlo Cattaneo im Schweizer Exil 1848–1869 (= Zürcher Italienstudien. Band 4). Berlin u. a. 2020 (fachwissenschaftliche Rezension).